# Ne EP
Albums de Erasure
The Neon Remixed
(2021) The Neon Live
(2022)
Singles par Erasure
Fallen Angel
(2020)
Ne:EP est le 3e EP (mini-album) du groupe Erasure, sorti le 1er octobre 2021.
Au Royaume-Uni, et dans quelques autres pays européens, le disque sort sous trois versions, signalées par trois pochettes différentes : une version cassette, une version CD et une version numérique.
Il s'agit de chansons initialement composées pour l'album The Neon et destinées à tenir lieu de Faces B pour les trois singles.
La promotion de l'EP est assurée par la chanson Time (Hearts Full of Love), gratifiée d'un vidéo-clip officiel sur YouTube.
Le disque n'a pas été éligible aux classements au Royaume-Uni du fait de sa durée, trop importante pour être classé en tant qu'EP, et trop courte pour l'être en tant qu'album.
À l'occasion du Disquaire Day de l'édition 2022 (le 23 avril 2022), l'EP est réédité en support vinyle, assorti d'une pochette contenant un CD de 8 plages de versions remixées.

## Classement parmi les ventes de disques
Aucun classement connu

## Ventes
aucune donnée

## Détail des plages
| Ne:EP | Ne:EP                      | Ne:EP | Ne:EP | Ne:EP | Ne:EP | Ne:EP | Ne:EP | Ne:EP | Ne:EP |
| No    | Titre                      | Durée |       |       |       |       |       |       |       |
| ----- | -------------------------- | ----- | ----- | ----- | ----- | ----- | ----- | ----- | ----- |
| 1.    | Time (Hearts Full of Love) | 3:46  |       |       |       |       |       |       |       |
| 2.    | Same game                  | 3:40  |       |       |       |       |       |       |       |
| 3.    | Leaving                    | 3:45  |       |       |       |       |       |       |       |
| 4.    | Come on Baby               | 3:34  |       |       |       |       |       |       |       |
| 5.    | Secrets                    | 3:48  |       |       |       |       |       |       |       |
| 18:33 |                            |       |       |       |       |       |       |       |       |

| Ne:EP Remixed | Ne:EP Remixed                              | Ne:EP Remixed | Ne:EP Remixed | Ne:EP Remixed | Ne:EP Remixed | Ne:EP Remixed | Ne:EP Remixed | Ne:EP Remixed | Ne:EP Remixed |
| No            | Titre                                      | Durée         |               |               |               |               |               |               |               |
| ------------- | ------------------------------------------ | ------------- | ------------- | ------------- | ------------- | ------------- | ------------- | ------------- | ------------- |
| 1.            | Time (Hearts Full of Love) (Flomix by TSF) | 4:11          |               |               |               |               |               |               |               |
| 2.            | Same game (7th Heaven Radio edit)          | 3:18          |               |               |               |               |               |               |               |
| 3.            | Leaving (Gareth Shortland Acoustic mix)    | 3:46          |               |               |               |               |               |               |               |
| 4.            | Come on Baby (Mark Robotham remix)         | 6:21          |               |               |               |               |               |               |               |
| 5.            | Secrets (Discomix by TSF)                  | 4:00          |               |               |               |               |               |               |               |
| 6.            | Same Game (7th Heaven Club mix)            | 5:35          |               |               |               |               |               |               |               |
| 7.            | Time (Hearts Full of Love) (Flodem by TSF) | 3:58          |               |               |               |               |               |               |               |
| 8.            | Secrets (The Groove by TSF)                | 4:25          |               |               |               |               |               |               |               |
| 35:34         |                                            |               |               |               |               |               |               |               |               |